# Carl Söder
Carl Johan Söder, född 25 september 1878 i Vartofta-Åsaka socken, död 16 augusti 1934 i Stockholm, var en svensk fackföreningsman.
Carl Söder var son till torparen Johan August Johansson och Johanna Matilda Johansdotter. Efter att i ungdomen ha arbetat i jordbruk kom Söder strax efter sekelskiftet 1900 till statsbanebygget i Bohuslän. För den fackliga rörelsen visade han tidig intresse, och då en av rallarkårens första organisationer 1902 bildades i Uddevalla som en avdelning av Svenska grov- och fabriksarbetareförbundet blev Söder dess kassör, expeditör och agitator. Sedan avdelningen 1903 genom sammanslagning kommit att omfatta hela Sveriges rallarkår och ombildats till Järnvägsbyggnadsarbetarefackföreningen, var han denna förenings förtroendeman 1903–1906. 1906–1920 var han ombudsman, 1920–1930 sekreterare och 1930–1934 ordförande i Grovarbetareförbundet, och redaktör för förbundsorganet Grovarbetaren 1914–1930. Söder tillhörde Landsorganisationens representantskap 1913–1931 och landssekretariatet 1931–1934. Från 1929 var han ledamot av Arbetsdomstolen. Även inom hyresgästernas organisationer innehade han ett flertal förtroendeuppdrag. Söder gjorde en betydelsefull insats genom att organisera de kringspridda och för sina individualistiska tendenser kända rallarna. Han var även internationellt verksam, sedan han från 1931 var sekreterare och sammanhållande kraft genom att från 1931 vara sekreterare och sammanhållande kraft inom den mellan grov- och fabriksarbetareförbunden i Sverige, Norge och Danmark bestående Skandinaviska ömsesidighetskommittén.